# جامعة واشنطن الغربية
جامعة واشنطن الغربية (الإنجليزية: Western Washington University) اختصارا (WWU أو (Western) هي جامعة عامة في بيلينجهام، واشنطن. تأسست جامعة واشنطن الغربية في أقصى الشمال في الولايات المتحدة المتاخمة، في 1893 كمدرسة واتكوم العادية الجديدة التي تمولها الدولة، خلفت مدرسة خاصة للتدريس للنساء تأسست عام 1886. في عام 1977، اعتمدت الجامعة اسمها الحالي.
تقدم جامعة واشنطن الغربية مجموعة متنوعة من درجات البكالوريوس والماجستير. في عام 2019، بلغ عدد الطلاب 16142 طالبًا، منهم 15240 طالبًا جامعيًا، و664 من أعضاء هيئة التدريس بدوام كامل. تُعرف فرقها الرياضية باسم الفايكنج، والتي تتنافس في القسم الثاني من الرابطة الوطنية لألعاب القوى.
يقع الحرم الجامعي الرئيسي على مساحة 215 فدانًا في مدينة بيلينجهام بواشنطن. تقع فروع الجامعات في أناكورتس وليكوود، واشنطن. تم اعتماد الجامعة من قبل لجنة الشمال الغربي للكليات والجامعات. يتم الحصول على اعتماد إضافي من قبل الكليات الفردية.

## التاريخ

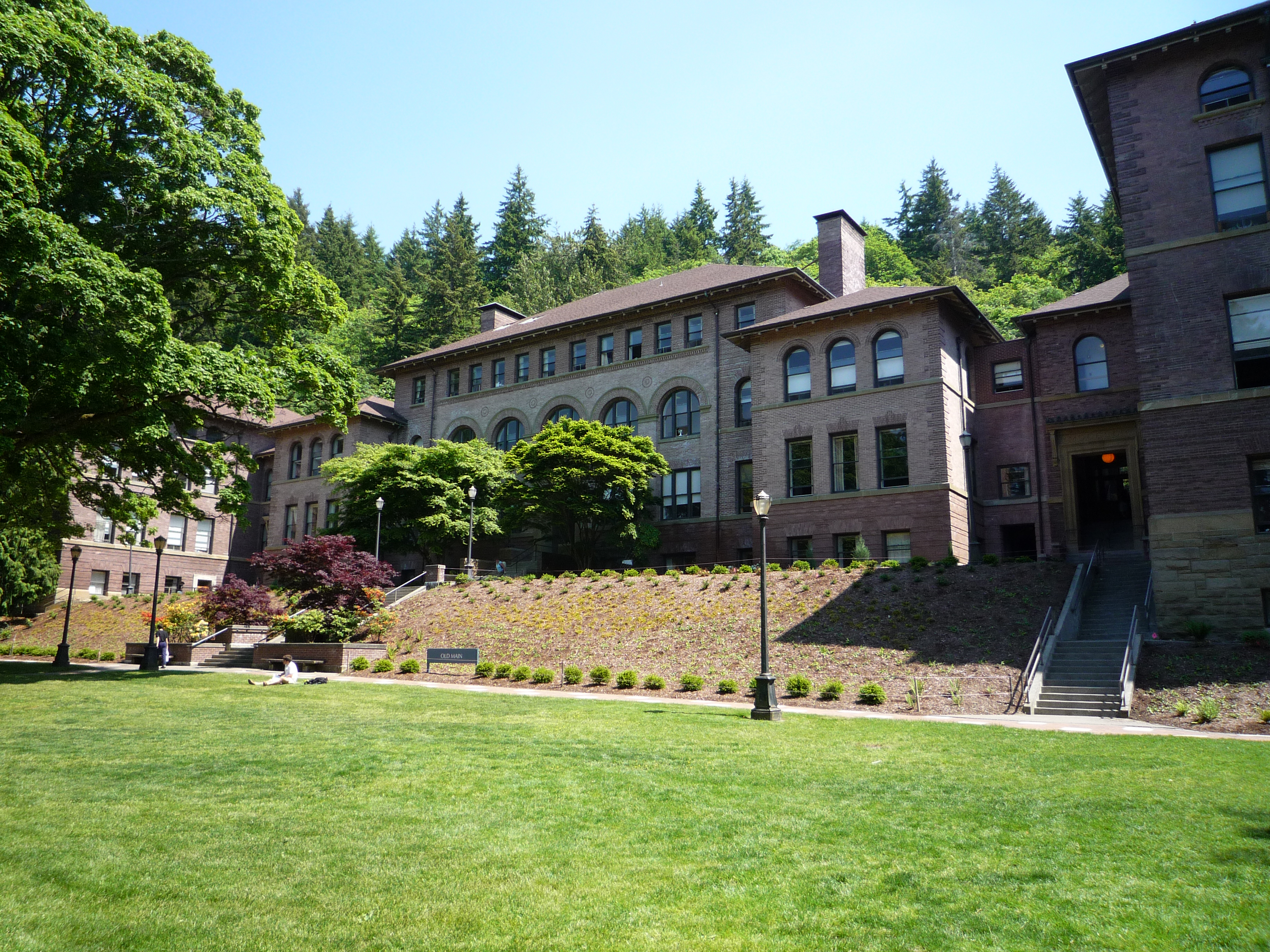
الرئيسية القديمة

تأسست مدرسة ويسترن باسم مدرسة نورث وست نورمال، وهي مدرسة للمعلمين في الغالب مخصصة للنساء على الرغم من التحاق الرجال بها أيضًا، من قبل فيبي جودسون في ليندن، واشنطن، في عام 1886. في النهاية انتقلت المدرسة إلى بيلينجهام (ثم «نيو واتكوم»)، ومن خلال جهود ويليام آر مولتراي وجورج جودسون (ابن فيبي). وقع الحاكم جون ماكجرو تشريعًا لإنشاء مدرسة
واتكوم نورمال الجديدة في 24 فبراير 1893. في نوفمبر 1895، بدأ تشييد مبنى المدرسة الدائم، المعروف الآن باسم أولد ماين، مبنى الإدارة الحالي. تم تصميمه من قبل المهندسين المعماريين البارزين في سياتل
وارن وجيمس كورنر، وتم الانتهاء منه بحلول أوائل عام 1897 ولكن لم يكن من الممكن فتحه للطلاب حتى يتم تأمين الأموال لتركيب التدفئة والإضاءة والقيام بصيانة الأرضية العامة، والتي لم يتم تضمينها في العقد الأصلي. دخل الفصل الرسمي الأول عام 1899، ويتألف من 88 طالبًا.
خضعت المؤسسة التي تُعرف الآن بجامعة واشنطن الغربية لتغييرات عديدة في الأسماء. في عام 1901، تم تغيير اسم المدرسة إلى المدرسة العادية الحكومية في واتكوم ليعكس تغيير اسم واتكوم الجديد. في عام 1904، تم تغيير الاسم إلى مدرسة ولاية واشنطن العادية في بيلينجهام عندما انضمت مدينتا واتكوم وفيرهافن، ومرة أخرى في عام 1937، إلى كلية التربية الغربية بواشنطن عندما أصبحت كلية مدتها أربع سنوات. بعد أربعة وعشرين عامًا أصبحت كلية وسترن واشنطن ستيت، وأخيراً، في عام 1977، اكتسبت المؤسسة مكانة جامعية وتغيرت إلى اسمها الحالي.
كانت الستينيات فترة نمو سريع بشكل خاص بالنسبة للغرب، حيث زاد عدد الطلاب المسجلين فيها من 3000 طالب إلى أكثر من 10000 خلال العقد. خلال هذا الوقت أيضًا، تم تأسيس كلية فيرهافن للدراسات متعددة التخصصات (1967)، باستخدام طرق تعليم غير تقليدية من شأنها أن تكون بمثابة نموذج لكلية
ايفرجرين ستيت في أولمبيا، واشنطن. بعد ذلك بعامين، تم تأسيس كلية هكسلي للبيئة، وهي أول كلية علوم بيئية مخصصة في البلاد، لمواصلة الاتجاه الغربي نحو الكليات «العنقودية». في نفس العام، بعد ظهر أحد أيام الربيع، احتل الطلاب عناوين الأخبار من خلال إغلاق الطريق السريع 5 للاحتجاج على حرب فيتنام. وفي عام 1969 أيضًا، تم إنشاء كلية الدراسات الإثنية؛ ومع ذلك، بعد أن قوبلت بمقاومة كبيرة، تم تفكيكها في عام 1975.
منذ هذه الفترة، تأسست كلية الآداب والعلوم (1973) وقسمت إلى كلية العلوم الإنسانية والاجتماعية وكلية العلوم والهندسة (2003)؛ تشكلت كلية الفنون الجميلة والمسرحية من عدة أقسام فنية (1975)؛ وتأسست كلية الإدارة والاقتصاد (1976).
اليوم جامعة واشنطن الغربية لديها هيئة طلابية تتكون حاليًا من أكثر من 16000 طالب. الجامعة هي ثالث أكبر جامعة في واشنطن بعد جامعة ولاية واشنطن وجامعة واشنطن.

## حرم الجامعة

الحرم الجامعي ، يتطلع شمالاً إلى وسط مدينة بيلينجهام

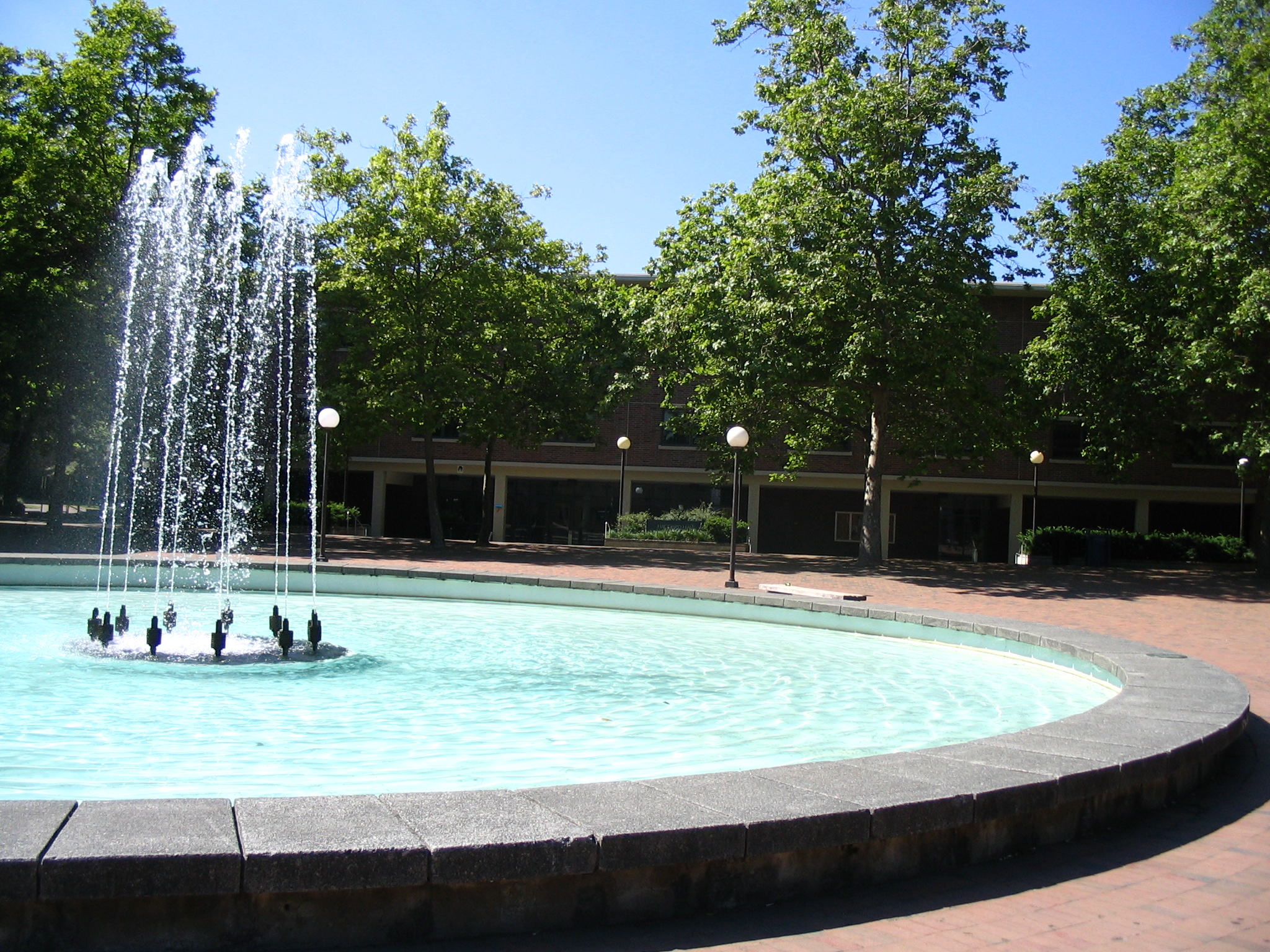
نافورة فيشر

تقع جامعة واشنطن الغربية في مدينة بيلينجهام التي يبلغ عدد سكانها حوالي 90.000 نسمة، وتطل على خليج بيلينجهام والعديد من جزر سان خوان. الجامعة 90 ميل (140 كـم) شمال سياتل، 55 ميل (89 كـم) جنوب فانكوفر، كولومبيا البريطانية، وعلى بعد ساعة بالسيارة من 10,778 قدم (3,285 م) جبل بيكر. تقع الجامعة بالقرب من الطريق السريع 5.
الحرم الجامعي 215 أكر (87 ها) ، بما في ذلك 38 أكر (15 ها)

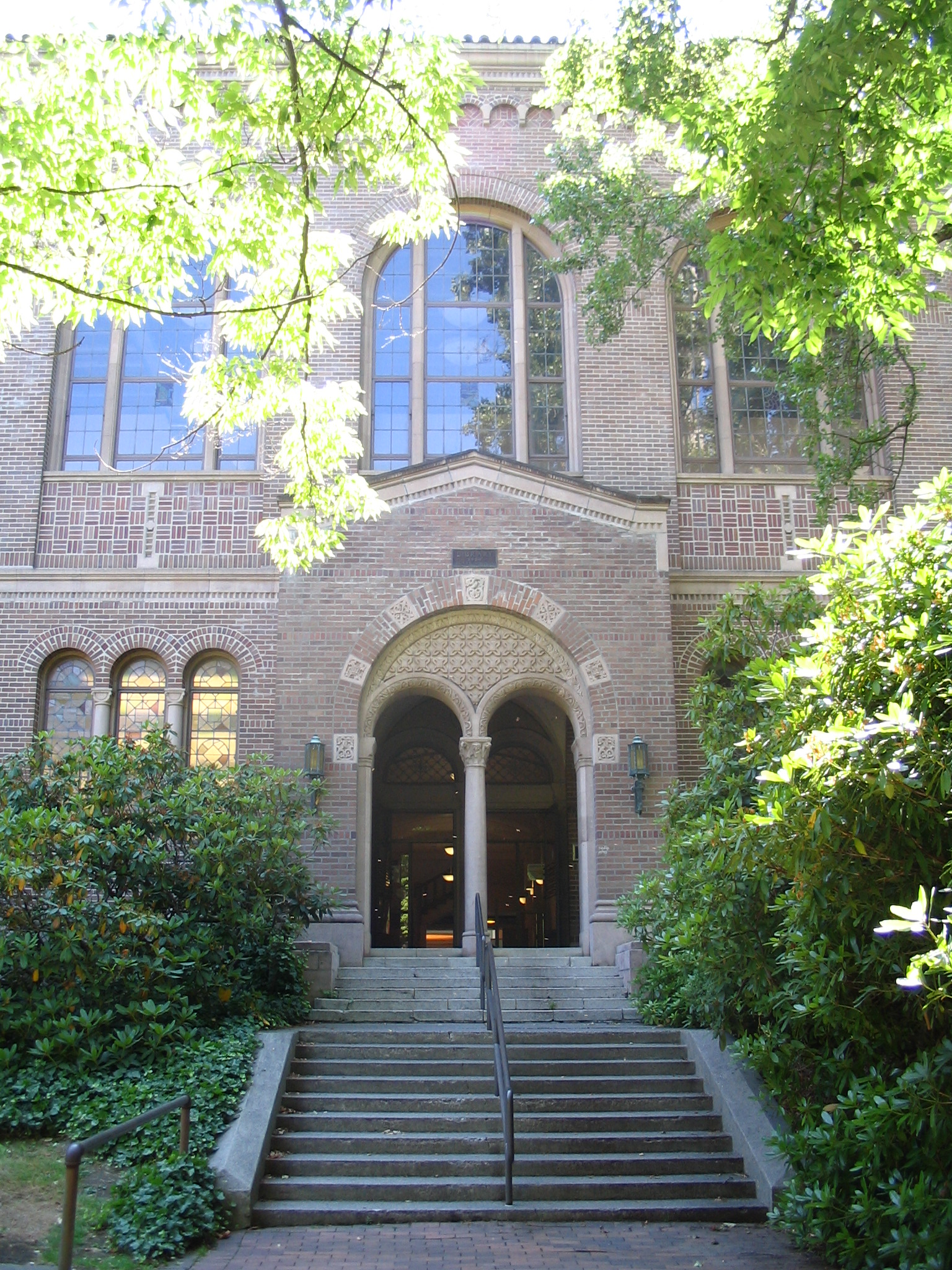
مكتبة ويلسون

مشتل سيهوم، تعمل بالاشتراك مع مدينة بيلينجهام. تشمل مرافق الحرم الجامعي استوديو للموسيقى الإلكترونية ومختبر تلوث الهواء ومختبر أبحاث السيارات ومختبر البحوث البحرية ونفق الرياح ومجهر إلكتروني ومختبر مولد النيوترون. قاد معهد أبحاث المركبات في الغرب مجلة السيارات لوصف الغرب بأنه «من المحتمل جدًا أن يكون أفضل مدرسة في البلاد من حيث التصميم الكلي للجامعة.»  لدى ويسترن أيضًا منشآت خارج الحرم الجامعي في مركز شانون بوينت البحري في أناكورتس، واشنطن؛ ليكوود، 15 أكر (6.1 ها) منشأة طلابية جامعية في بحيرة واتكوم القريبة؛ وملكية مقاطعة واتكوم المستخدمة للتحليلات البيئية والمائية.

### جمع النحت العام

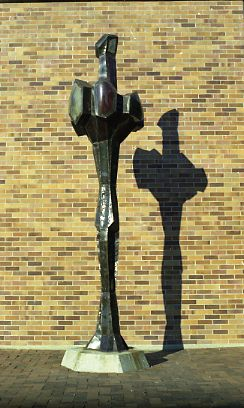
صولجان (1966) لستيف تيبيتس

تعد مجموعة جامعة واشنطن الغربية الثمينة من المنحوتات الفنية العامة الداخلية والخارجية حضوراً رئيسياً في حرمها الجامعي. تم تمويل المجموعة من قبل لجنة الفنون بولاية واشنطن، والوقف الوطني للفنون، والتبرعات الخاصة، وتشمل 36 عملاً تأسست في عام 1960، تتضمن المجموعة أعمالاً واسعة النطاق لجيمس فيتزجيرالد، إيسامو نوغوتشي، روبرت موريس، مارك دي سوفيرو، أنتوني كارو، نانسي هولت، بيفرلي بيبر، ريتشارد سيرا، دونالد جود وبروس نومان، من بين آخرين.

## أكاديميون

### التنظيم الأكاديمي
تقدم جامعة واشنطن الغربية درجات البكالوريوس ودرجات الماجستير في الآداب، وماجستير العلوم، وماجستير التربية، وماجستير الآداب في التدريس، وماجستير إدارة الأعمال، وماجستير المحاسبة المهنية، وماجستير الموسيقى ودكتوراه في علم السمع. تتكون الجامعة من الكليات التالية والبرامج الخاصة بها:

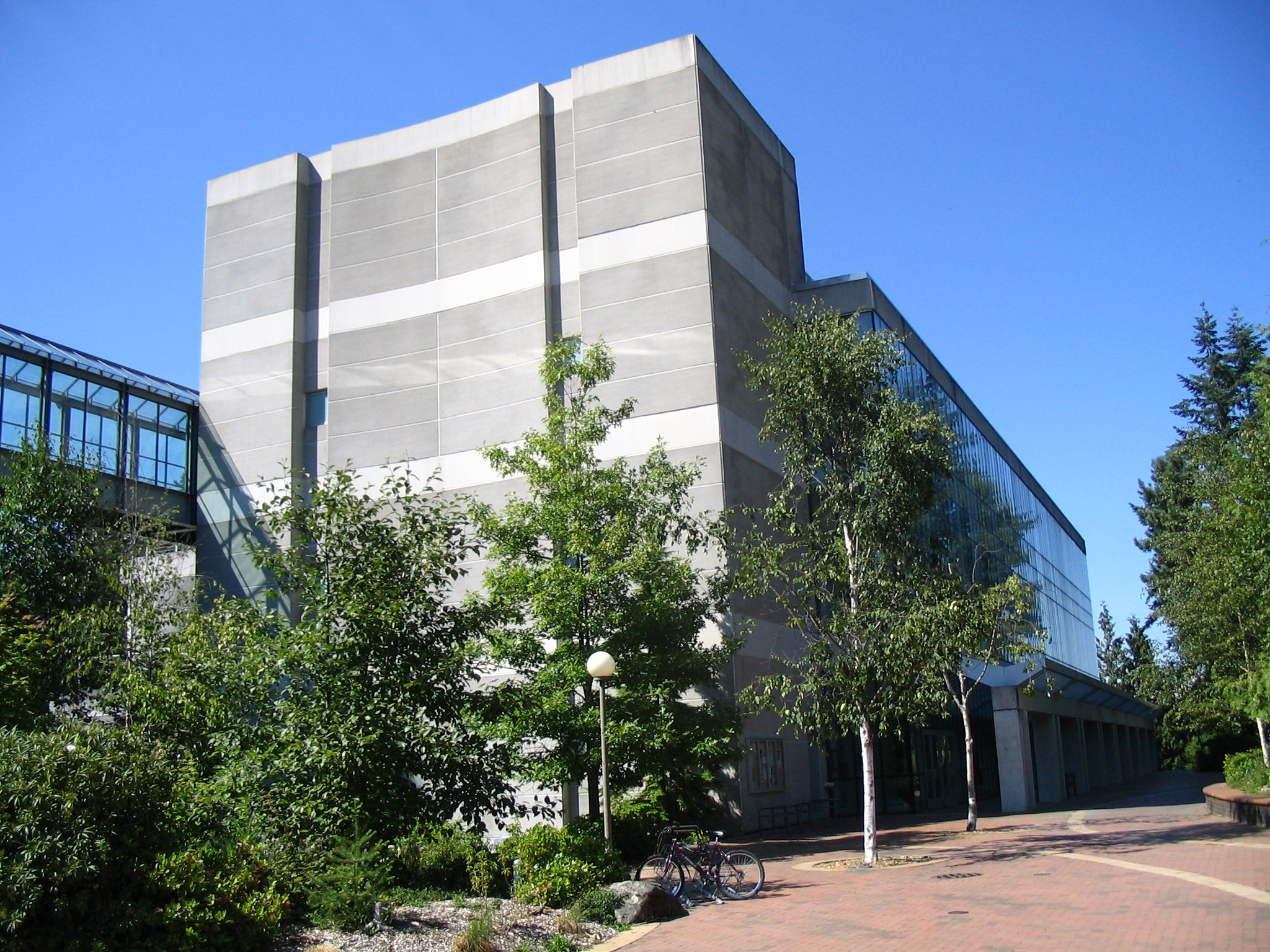
مبنى الكيمياء

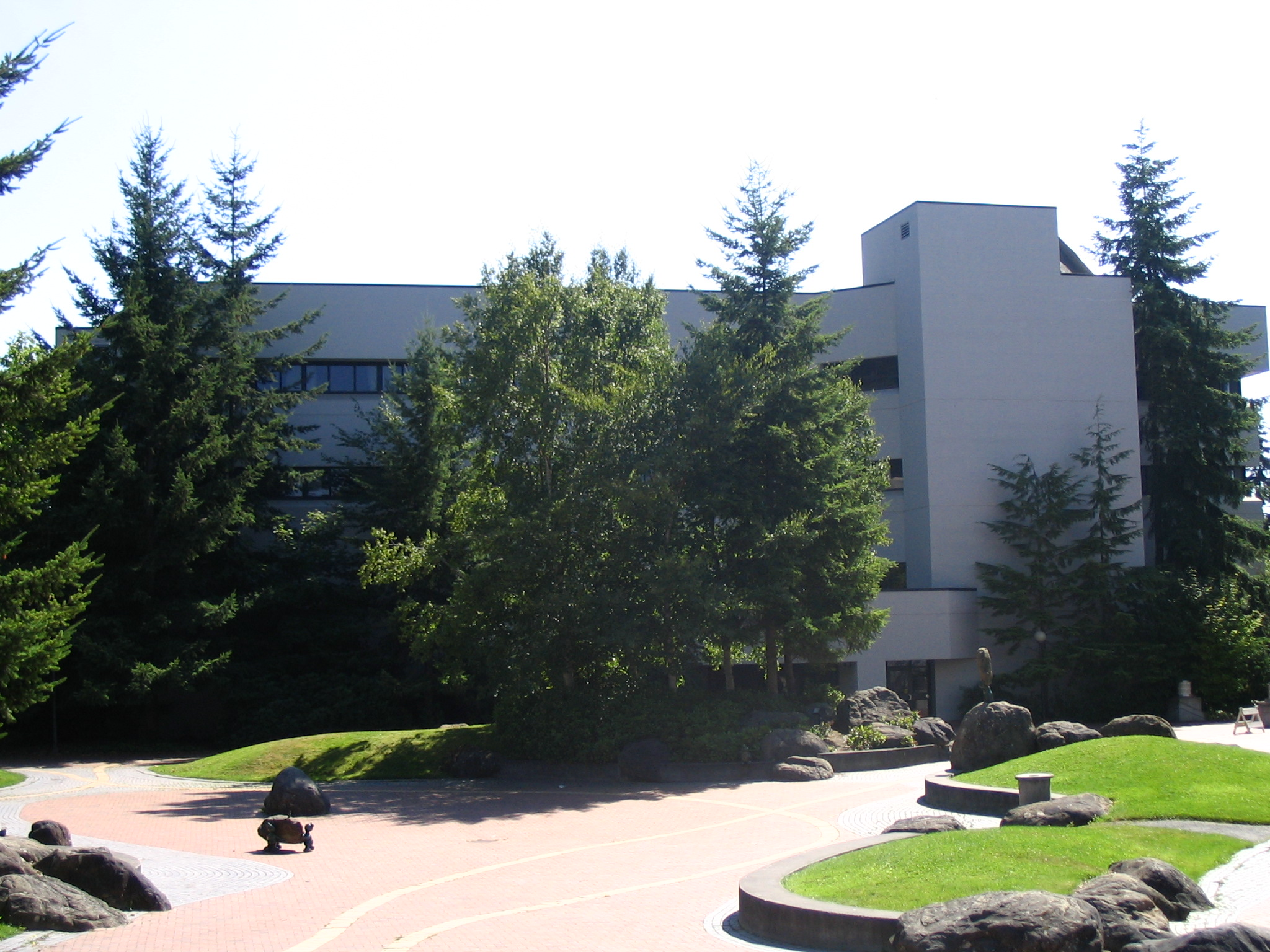
قاعة المتنزهات، مقر كلية الإدارة والاقتصاد

| - كلية الأعمال والاقتصاد - محاسبة - علوم القرار - اقتصاديات - التمويل والتسويق - إدارة - إدارة الأمدادات - كلية الفنون الجميلة والمسرحية - الرقص - تصميم - موسيقى - فنون المسرح - الفنون البصرية - كلية العلوم الإنسانية والاجتماعية - العلوم الاجتماعية والسلوكية - الأنثروبولوجيا - علم الأعصاب السلوكي - علوم واضطرابات الاتصال - صحة المجتمع - التربية البدنية والصحة والترفيه - العلوم السياسية - علم النفس - علم الاجتماع - العلوم الإنسانية - تواصل - إنجليزي - تاريخ - الصحافة - الدراسات الليبرالية - اللغويات - اللغات الحديثة والكلاسيكية - فلسفة - كلية العلوم والهندسة - علوم وهندسة المواد المتقدمة - مادة الاحياء - كيمياء - علوم الكمبيوتر - الهندسة والتصميم - جيولوجيا - الرياضيات - الفيزياء وعلم الفلك - تعليم العلوم والرياضيات والتكنولوجيا - كلية فيرهافن للدراسات متعددة التخصصات - الدراسات الثقافية الأمريكية - القانون والتنوع والعدالة - تخرج من المدرسه - كلية هكسلي للبيئة - علوم بيئية - دراسات بيئية - كلية وودرينج للتربية - بعثة تعليمية - التعليم الابتدائي والثانوي - الخدمات الإنسانية وإعادة التأهيل - التعليم الخاص - البرامج المستقلة - الدراسات الكندية الأمريكية - دراسات شرق آسيا - دراسات الطاقة - برنامج التكريم - الدراسات الدولية - العلوم البحرية |

### الاعتماد الاكاديمي
تم اعتماد الجامعة من قبل لجنة الشمال الغربي للكليات والجامعات؛ الرابطة الوطنية لمدارس الموسيقى؛ الرابطة الوطنية للاستجمام والمتنزهات؛ جمعية النطق والسمع الأمريكية؛ المجلس الوطني لاعتماد تعليم المعلمين؛ مجلس اعتماد علوم الحوسبة. مجلس الاعتماد للهندسة والتكنولوجيا. الجمعية الكيميائية الأمريكية. جمعية تطوير كليات إدارة الأعمال. ومجلس اعتماد الإرشاد والبرامج التعليمية ذات الصلة. مجلس اعتماد التخطيط 

### مرتبة الشرف
يقدم برنامج مرتبة الشرف الجامعية منحًا دراسية على أساس الجدارة تصل قيمتها إلى 5000 دولار. تُمنح هذه المنح للمتقدمين الناجحين في برنامج الشرف. لا يلزم تقديم طلب منفصل. يمكن للطلاب الجدد المتفوقين من الكليات في الولايات الغربية الأخرى التسجيل في الجامعة الغربية بمستوى تعليمي مخفض يعادل منحة دراسية قدرها 30,000 دولار لمدة أربع سنوات.

### الترتيب
في عام 2013، صنفت أخبار الولايات المتحدة جامعة واشنطن الغربية كأفضل جامعة عامة تمنح درجة الماجستير في شمال غرب المحيط الهادئ، بينما احتلت المرتبة 21 في الغرب (العامة والخاصة). كانت جامعة واشنطن الغربية واحدة من مدرستين حكوميتين فقط تم تصنيفهما من بين أفضل 25 جامعة مانحة للماجستير (غرب). الجامعات الموجودة في هذا الترتيب هي مدارس تفتقر إلى برامج الدكتوراه ولكنها لا تزال تحتفظ ببرامج الماجستير. لديها معدل قبول 72٪.
احتلت جامعة واشنطن الغربية المرتبة الأولى بين أفضل الكليات والجامعات متوسطة الحجم حيث عمل خريجوها كمتطوعين في فيلق السلام في عامي 2013 و2014.

### برامج الدرجات العلمية البارزة
- يذكر تقرير الذواقة الفلسفية أن الجامعة تمتلك أحد أفضل أقسام الفلسفة في البلاد بين الكليات والجامعات التي تقدم درجة البكالوريوس فقط في التخصص. كانت الجامعة من بين سبع جامعات عامة فقط تم تكريمها.[30]
- بكالوريوس في التكنولوجيا الصناعية وتصميم المركبات من معهد أبحاث المركبات. يركز البرنامج على تصميم وتصنيع السيارة بالكامل مع التركيز بشكل خاص على: محطات توليد الطاقة، بما في ذلك الوقود البديل؛ الإرسال. تصميم الهيكل والمواد المكونة.[31]
- يعد مركز الدراسات الكندية الأمريكية في جامعة واشنطن الغربية واحدًا من اثنين فقط من وزارة التعليم الأمريكية المعينة من مراكز الموارد الوطنية لدراسة كندا في الولايات المتحدة.[32]
- كانت كلية هكسلي للبيئة، التي تأسست عام 1969، أول كلية مكرسة لدراسة العلوم والسياسات البيئية في الدولة.

### المعاهد والمختبرات البحثية

#### كلية الإدارة والاقتصاد
- مركز بحوث الاقتصاد والأعمال [33]
- مركز التعليم الاقتصادي والمالي [34]
- مركز التميز في التعليم الإداري [35]
- مركز الأعمال الدولية [36]
- مركز تطوير الأعمال الصغيرة [37]
- إدارة سلسلة التوريد التصنيعي [37]

#### كلية العلوم الإنسانية والاجتماعية
- معهد بحوث سياسات الحدود [38]
- مركز البحث عبر الثقافات [39]
- مركز دراسات شمال غرب المحيط الهادئ [40]
- مركز التميز في الأداء [41]
- معهد الملتقيات الحرجة [42]
- معمل أبحاث التركيبة السكانية
- معهد العلوم الأدبية
- معهد كارين دبليو مورس للقيادة [43]

#### كلية العلوم والهندسة
- مركز علوم وهندسة المواد المتقدمة [44]
- مركز دراسات الإنترنت [45]
- معهد أبحاث المركبات [31]

#### كلية هكسلي للبيئة
- معهد دراسات مستجمعات المياه [46]
- معهد المعلومات والتحليل المكاني [47]
- معهد علم السموم البيئية [48]
- معهد المرونة [49]

#### متعدد الكليات
- مركز الابتكار التعليمي والتقييم [50]
- مركز شانون بوينت البحري [51]
- برنامج علم الأعصاب السلوكي للدماغ [52]
- معهد دراسات الطاقة [53]
- مركز التعليم المستمر وإعادة التأهيل [54] (مع جامعة واشنطن)
- مركز بيانات وبحوث التعليم [55] (مع جامعة واشنطن)

### منشورات الطلاب
الجبهة (الجبهة الغربية سابقًا) هي الصحيفة الطلابية الرسمية لـجامعة واشنطن الغربية. النشرة مؤلفة من طلاب ويشرف عليها مستشار هيئة تدريس من قسم الصحافة. صدر العدد الأول عام 1967. وسميت الصحيفة بـ «الجبهة الغربية» حتى يونيو 2021 عندما تم تغييرها إلى «الجبهة». في عام 2016، تم اختيار المنشور ليكون الفائز بجائزة أفضل جريدة غير يومية في جميع أنحاء العالم في جوائز علامة التميز العاشر لجمعية الصحفيين المحترفين.
مجلة كليبسن هي مجلة طلابية ربع سنوية تركز على تقنيات إعداد التقارير الغامرة ورواية القصص السردية.
The Planet هي مجلة بيئية ربع سنوية أنشأها الطلاب من خلال كلية هكسلي للبيئة في جامعة واشنطن الغربية. 

## ألعاب القوى
جامعة واشنطن الغربية عضو رسمي في الرابطة الوطنية لرياضة الجامعات المستوى2،  بعد أن انضم في سبتمبر 1998. في 2011-12، شارك ما يقرب من 350 طالبًا في 15 رياضة جامعية في الغربية، ستة منها للرجال وتسعة للنساء. في 2010-11، احتلت جامعة واشنطن الغربية المركز السابع بين 310 مدرسة من الرابطة الوطنية لرياضة الجامعات المستوى2 في الترتيب الوطني لجميع الألعاب الرياضية لكأس المدير الرياضي، وهو ثاني أعلى إنهاء في تاريخ المدرسة. احتل الفايكنج المركز السادس في 2009-2010 والعاشر في 2008-09. حصل جامعة واشنطن الغربية على ثمانية تشطيبات متتالية لأفضل 50 مرة وكان من بين أفضل 100 في كل موسم من المواسم الثلاثة عشر الأولى كعضو في الرابطة الوطنية لرياضة الجامعات المستوى2.
في 2010-11، فازت وسترن بالبطولة الثالثة على التوالي والسابعة على التوالي في بطولة
مؤتمر الشمال الغربي الكبير لجميع الرياضات، وحصلت على ألقاب الدوري في الكرة الطائرة، والجولف الرجالي والجولف للسيدات، وتاج الموسم العادي في كرة السلة للسيدات. احتل الفايكنج، الذي فاز ببطولة مؤتمر التجديف الجماعي الشمالي الغربي، المركز الثاني في سباقات اختراق الضاحية للرجال والسيدات، ومضمار الهواء الطلق للرجال والسيدات، والمضمار الداخلي للرجال والكرة اللينة.
فاز الفايكنج ببطولة NAIA الوطنية في الكرة اللينة (1998) وبطولات الرابطة الوطنية لرياضة الجامعات المستوى2 الوطنية في التجديف النسائي (2005، 2006، 2007، 2008، 2009، 2010، 2011، 2017)، كرة السلة للرجال (2012) وكرة القدم النسائية (2016). فاز رياضيو جامعة واشنطن الغربية أيضًا بالبطولات الوطنية الفردية في سباقات المضمار والميدان.

### اسكواش الرياضة
فرق فايكينغز الميدانية للرجال والنساء في كرة القدم والجولف وكرة السلة والمسار والميدان. تتنافس الفرق النسائية في الكرة الطائرة والكرة اللينة والتجديف.

### نادي رياضي
بالإضافة إلى برامجها الرياضية، تضم جامعة واشنطن الغربية أيضًا عددًا من الفرق الرياضية للأندية التي يديرها الطلاب:  
- البيسبول
- التجديف (رجال)
- التسلق
- ركوب الدراجات
- الفروسية
- سياج
- التزلج على الجليد
- الجولف
- الهوكي
- الجودو
- لاكروس (رجال ونساء)
- الرجبي (رجال ونساء)
- إبحار
- سباحة
- تنس
- Ultimate (رجال ونساء)
- الكرة الطائرة (رجال ونساء)
- تزلج
- كرة الماء (رجال ونساء)
- التزلج على الماء
- مصارعة

## تلاميذ
حضر ما مجموعه 16121 طالبًا في جامعة واشنطن الغربية في العام الدراسي 2018-19. 92 في المائة من الطلاب تقل أعمارهم عن 25 عامًا، و84 في المائة من ولاية واشنطن.
يشارك العديد من الطلاب في جامعة واشنطن الغربية في الحكومة الطلابية المنظمة. الطلاب المرتبطين بجامعة واشنطن الغربية هي «منظمة صممها ويديرها طلاب غربيون، يسعى الطلاب المرتبطون (AS) إلى ضمان تجربة كلية وأكاديمية مرضية لجميع طلاب الجامعة من خلال العديد من الخدمات والمرافق والبرامج التي تقدمها»  داخل جامعة واشنطن الغربية، خمسة مجالات رئيسية للتركيز: النوادي، والأنشطة، والبرامج، والمرافق والخدمات، والحوكمة.
تهدف جامعة واشنطن الغربية إلى توفير «التمويل والمساحة والخدمات» للطلاب «الذين يتحدون حول الاهتمامات المشتركة».  يساعد موظفو اه اس الطلاب في تطوير النوادي ويقدمون المشورة و«الاستمرارية والإحالة وحفظ السجلات» طوال العملية برمتها. يوجد حاليًا أكثر من مائتي نادي طلابي في الفئات التالية: الفنون والموسيقى، والثقافية، والسياسية، والاهتمامات الخاصة، والألعاب، والقضايا الاجتماعية، والإدارات، والعضوية المحدودة، والخدمة، والدينية، والترفيهية. 

## شخصيات

### هيئة تدريس بارزة
- جيمس بيرتولينو، اللغة الإنجليزية
- جيف كارول، علم النفس
- سوزان باولا، الإنجليزية
- ريتشارد بورتيل الفلسفة (فخري)
- آدا سوينفورد، جيولوجي [70]
- إدوارد فاجدا، اللغات الحديثة والكلاسيكية
- كريستوفر وايز، إنجليزي

### الخريجين المتميزين
- روبرت أنجل، مبتكر القاموس [71]
- ريتشارد بارلو، محلل استخبارات [72]
- كاري براونشتاين، عضو فرقة سليتر كيني، نجمة وشريك في إنشاء المسلسل التلفزيوني الكوميدي بورتلاندا.[73]
- ريان كوتور (2004)، فنان قتالي مختلط محترف كان يتنافس سابقًا في UFC، وابن بطل UFC للوزن الثقيل السابق راندي كوتور [74]
- سارة كراوتش، عداءة المسافات الطويلة [75]
- مايك دنكان (2002)، [76] كاتب بودكاست ومؤلف اشتهر بتاريخ روما والثورات
- داريل فوستي (1992)، مؤلف وثائقي
- بن جيبارد (1998)، المنشد الرئيسي وعازف الجيتار في دايث كاب فور كيوتي وخدمة البريد [77]
- أغنيس مارتن، فنانة الحد الأدنى
- تي جيه مارتن، الحائز على جائزة الأوسكار لأفضل فيلم وثائقي طويل عن <i id="mwAnc">فيلم</i> غير مهزوم، 2012 [78] [79]
- دوغلاس ماسي (1974)، عالم اجتماع يعمل أستاذاً في جامعة برينستون وأستاذ مساعد في جامعة بنسلفانيا
- هاريسون ميلز وكلايتون نايت (2012)، مبتكرو ثنائي الرقص الإلكتروني اوديسا [80]
- هيذر بورسر، ناشطة في مجال حقوق المثليين في سياتل ومدافعة عن حقوق الأمريكيين الأصليين [81]
- هيرو ياماموتو، عضو مؤسس وعازف جيتار لفرقة الروك ساوندغاردن
- إجوما أولو، مؤلف وكاتب
- وليام ديتريش، مؤلف وصحفي
- جولي لارسون جرين، مديرة تنفيذية سابقة لـ منظمة الخبرة المكتبية في مايكروسوفت
- رالف مونرو، وزير خارجية واشنطن السابق
- إليزابيث بيراتروفيتش، ناشطة في مجال الحقوق المدنية عملت من أجل المساواة لصالح سكان ألاسكا الأصليين
- جيسي مور، المدير المساعد للمشاركة العامة وكاتب الخطابات في البيت الأبيض للرئيس باراك أوباما [82]
- جاكي غاريتي، مذيعة الأخبار المسائية السابقة في KY3 / KSPR التابعة لشبكة سي بي إس [83] [84]
- بوب روبرتسون، صوت جامعة ولاية واشنطن كوغار لألعاب القوى لأكثر من 50 عامًا [85]
- إيرين وول، سوبرانو أوبرا كندية أمريكية [86]
- بروكلين هولتون، زعيم مجتمعي وناشط في ويناتشي [87]
- بول ويد، مدير مدينة باكلي، واشنطن [88]
- جيرالد نيس، رئيس مجلس إدارة ريفرفيو بانكورب لمدة 27 عامًا [89]
- جون مايكل جرير، كاتب وكاهن [90]
- مايكل فارس، [91] الرئيس التنفيذي لشركة تحالف الدفاع عن الحرية، وهي مجموعة كراهية ضد LGBTQ كما حددها مركز قانونالحاجة الجنوني [92]
- كيلي لينفيل، عمدة بيلينجهام السابق وعضو مجلس النواب بواشنطن [93]
- بن دراجافون، لاعب كرة قدم أمريكي سابق يعمل حاليًا مساعدًا لمدرب نادي سياتل رين
- لاري سبرينغر، عضو مجلس النواب بواشنطن [94]

## روابط خارجية
- الموقع الرسمي
- موقع ويب غرب واشنطن لألعاب القوى